# Ульминлаг
Ульминлаг (Ульми́нский исправи́тельно-трудово́й ла́герь) — подразделение, действовавшее в системе исправительно-трудовых учреждений СССР.

## История
Улминлаг было создано в 1953 году на базе расформированного в том же году Строительства 508. Управление Ульминлага располагалось в городе Советская Гавань, Хабаровский край. В оперативном командовании оно подчинялось первоначально Главному управлению исправительно-трудовых лагерей (ГУЛАГ) Министерства юстиции, а после реформирования правоохранительной системы Ульминлаг был передан в структуру Министерства внутренних дел.
Максимальное единовременное количество заключённых могло составлять более 14 500 человек.
Ульминлаг был расформирован в 1954 году.

## Производство
Основным видом производственной деятельности заключённых было участие в строительстве и развитии порта Ванино.

## Начальники лагеря
- Строителев Н.П., с 09.10.1953 — не ранее 20.09.1954, (упом. как и. о. нач. 07.10.1953
- и. о. нач. — п/п Глухов Г.В. (упом. 09.03.1954)
- з/н — п/п в/с Глухов Г.В., с 07.08.1953 — не ранее 01.03.1954